# Yūji Kido
Yūji Kido (jap. 城戸 裕次 Kido Yūji; ur. 18 lutego 1978 w Tokio) – japoński aktor filmowy i telewizyjny, najbardziej znany z roli Ayase w serialu Mirai Sentai Timeranger.